# Герасим III Гимарис
Герасим III Гимарис (греч. Γεράσιμος Γ’ Γημάρης) — патриарх Александрийский.
Родился на острове Лерос. Учился в Стамбуле. Был эрудированным человеком и опытным переводчиком Священного Писания.
После перехода его дяди митрополита Метрского и Афирского Мефодия на кафедру Ираклии Герасим стал его преемником по Метрской кафедре.
20 июня 1783 года избран на Александрийскую кафедру в Стамбуле согласно указанию своего предшественника Патриарха Киприана. Значительную часть своего времени уделял вопросам образования.
Составил Жизнеописание Александрийского патриарха Герасима II: «Βίος του εν Αγίοις Πατρός ημών Γερασίμου Πατριάρχου Αλεξανδρείας του Κρητός και Παλλαδά καλουμένου Μητροπολίτου πρότερον Καστορίας».
Добровольно отказался от Александрийской кафедры. Воспользовавшись походом турецких войск под командованием Джезар-Хасан-паши против мамлюков и сложным политическим положением в Египте, патриарх Константинопольский Прокопий сделал преемником Патриарха Геннадия протосинкелла Парфения.